# Valcarlos
Valcarlos (em castelhano) ou Luzaide (em basco) é um município da Espanha na província e comunidade foral (autónoma) de Navarra. Tem 44,90 km² de área e em 2021 tinha 320 habitantes (densidade: 7,1 hab./km²).

## Demografia
| Variação demográfica do município entre 1991 e 2004 | Variação demográfica do município entre 1991 e 2004 | Variação demográfica do município entre 1991 e 2004 | Variação demográfica do município entre 1991 e 2004 |
| --------------------------------------------------- | --------------------------------------------------- | --------------------------------------------------- | --------------------------------------------------- |
| 1991                                                | 1996                                                | 2001                                                | 2004                                                |
| 540                                                 | 467                                                 | 427                                                 | 443                                                 |